# Liarozol
Liarozol – organiczny związek chemiczny, niesteroidowy inhibitor aromatazy, blokujący metabolizm kwasu retinowego. Może być alternatywą dla ogólnoustrojowej terapii retinoidowej u pacjentów z rybią łuską blaszkowatą.